# Paolo Stoppa
Paolo Stoppa (Roma, 6 de junio de 1906 - ibíd., 1 de mayo de 1988) fue un célebre actor italiano de teatro y cine y de doblajes.
En 1975, fue nombrado Cavaliere di Gran Croce Ordine al merito della Repubblica Italiana.
Actuó en más de 190 películas del periodo 1932-1983, entre ellas Rocco y sus hermanos y El gatopardo, de Luchino Visconti, y Milagro en Milán y El oro de Nápoles, de Vittorio De Sica.
Fue ganador en tres ocasiones del premio del sindicato de críticos italianos (1952, 1955 y 1982)
Formó pareja con la actriz Rina Morelli. Junto al realizador Luchino Visconti, integrarían uno de los tríos más importantes del teatro de posguerra representando obras de autores como Shakespeare, Goldoni y Chéjov.

## Filmografía
- L'armata azzurra (1932)
- Quella vecchia canaglia (1934)
- Aurora sul mare (1934)
- Il serpente a sonagli (1935)
- Il re burlone (1935)
- L'aria del continente (1936)
- L'anonima Roylott (1936)
- Marcella (1937)
- La dama bianca (1938)
- Frenesia (1939)
- Assenza ingiustificata (1939)
- L'amore si fa così (1939)
- Un'avventura di Salvator Rosa (1939)
- Un mare di guai (1939)
- Richezza senza domani (1939)
- Le sorprese del vagone letto (1940)
- Pazza di gioia (1940)
- Trappola d'amore (1940)
- Amami, Alfredo! (1940)
- La canzone rubata (1940)
- Melodie eterne (1940)
- Il sogno di tutti (1940)
- Una famiglia impossibile (1941)
- Orizzonte dipinto (1941)
- Giuliano de' Medici (1941)
- L'allegro fantasma (1941)
- La corona di ferro (1941)
- Divieto di sosta (1941)
- Cenerentola e il signor Bonaventura (1941)
- L'ultimo ballo (1941)
- Se non son matti non li vogliamo (1941)
- La famiglia Brambilla in vacanza (1941)
- Non mi sposo più (1942)
- Se io fossi onesto (1942)
- Regina di Navarra (1942)
- A che servono questi quattrini? (1942)
- Gioco pericoloso (1942)
- La bisbetica domata (1942)
- Don Giovanni (1942)
- La signorina (1942)
- Rossini (1942)
- Don Cesare di Bazan (1942)
- Non ti pago! (1942)
- Romanzo di un giovane povero (1942)
- Acque di primavera (1942)
- Giorni felici (1942)
- Grazia (1943)
- Sette anni di felicità (1943)
- Fuga a due voci (1943)
- Il nostro prossimo (1943)
- Incontri di notte (1943)
- Il treno crociato (1943)
- Gente dell'aria (1943)
- Grattacieli (1943)
- Sant'Elena, piccola isola (1943)
- Quattro ragazze sognano (1943)
- I nostri sogni (1943)
- Apparizione (1943)
- Ti conosco, mascherina! (1943)
- Fiore sotto gli occhi (1944)
- Finalmente sì (1944)
- Canto, ma sottovoce... (1945)
- Quartetto pazzo (1945)
- Che distinta famiglia! (1945)
- Biraghin (1946)
- Un americano in vacanza (1946)
- Addio, mia bella Napoli! (1946)
- Il marito povero (1946)
- Aquila nera (1946)
- Il principe ribelle (1947)
- La fumeria d'oppio (1947)
- Che tempi! (1948)
- I cavalieri dalle maschere nere (1948)
- I peggiori anni della nostra vita (1949)
- Maracatumba... ma non è una rumba (1949)
- Fabiola (1949)
- Il figlio di d'Artagnan (1950)
- Sambo (1950)
- Vogliamoci bene! (1950)
- La beauté du diable (1950)
- Donne e briganti (1950)
- Il ladro di Venezia (1950)
- Senza bandiera (1951)
- Buon viaggio pover'uomo (1951)
- Abbiamo vinto! (1951)
- Miracolo a Milano (1951)
- Le cap de l'espérance (1951)
- Il tallone d'Achille (1952)
- Roma ore 11 (1952)
- Processo alla città (1952)
- Papà diventa mamma (1952)
- Moglie per una notte (1952)
- Gioventù alla sbarra (1952)
- Cani e gatti (1952)
- Le petit monde de Don Camillo (1952)
- Les sept péchés capitaux (1952)
- Wanda la peccatrice (1952)
- Articolo 519 codice penale (1952)
- Les belles de nuit (1952)
- Altri tempi (1952)
- Il sole negli occhi (1953)
- Scampolo 53 (1953)
- Prima di sera (1953)
- La passeggiata (1953)
- Non è mai troppo tardi (1953)
- Gli eroi della domenica (1953)
- Ci troviamo in galleria (1953)
- Stazione Termini (1953)
- La voce del silenzio (1953)
- Puccini (1953)
- Bufere (1953)
- Le retour de Don Camillo (1953)
- L'ennemi public nº 1 (1953)
- Sinfonia d'amore (1954)
- Una pelliccia di visone (1954)
- L'ombra (1954)
- Mizar (1954)
- Destinées (1954)
- L'amore di una donna (L'amour d'une femme) (1954)
- Carosello napoletano (1954)
- Allegro squadrone (1954)
- La bella Otero (1954)
- Uomini ombra (1954)
- Casa Ricordi (1954)
- L'oro di Napoli (1954)
- J'avais sept filles (1954)
- Le comte de Monte-Cristo (1954)
- Siamo uomini o caporali? (1955)
- Ragazze d'oggi (1955)
- Il padrone sono me... (1955)
- Destinazione Piovarolo (1955)
- Il conte Aquila (1955)
- La corrida dei mariti (Le printemps, l'automne et l'amour) (1955)
- La bella di Roma (1955)
- La bella mugnaia (1955)
- A Woman Alone (1956)
- Mi tío Jacinto (1956)
- La nonna Sabella (1957)
- Los jueves, milagro (1957)
- Vacanze a Ischia (1957)
- La legge (1959)
- Avventura a Capri (1959)
- Gastone (1960)
- La contessa azzurra (1960)
- Cartagine in fiamme (1960)
- Era notte a Roma (1960)
- Le tre eccetera del colonnello (1960)
- Rocco e i suoi fratelli (1960)
- È arrivata la parigina (1960)
- La giornata balorda (1961)
- Viva l'Italia! (1961)
- Menace'' (1961)
- Che gioia vivere (1961)
- Vanina Vanini (1961)
- Il giudizio universale (1961)
- La steppa (1962)
- Il giorno più corto (1962)
- Horace 62 (1962)
- Boccaccio 70 (1962)
- Il Gattopardo (1963)
- Becket (1964)
- La visita del rencor (The visit/Der Besuch) de Bernhard Wicki (1964)
- Behold a Pale Horse (1964)
- Un monsieur de compagnie (1964)
- Il marito è mio e l'ammazzo quando mi pare (1966)
- After the Fox (1966)
- C'era una volta il West (1968)
- The Libertine (1968)
- The Adventures of Gerard (1970)
- Jus primae noctis (1972)
- Ettore lo fusto, de Enzo G. Castellari (1972)
- Rugantino (1973)
- Les Bidasses s'en vont en guerre (1974)
- Nerone (1976)
- Casotto, de Sergio Citti (1977)
- La mazzetta (1978)
- Il marchese del Grillo (1981)
- Heads I Win, Tails You Lose (1982)
- Amici miei atto II (1982)
- Tomorrow We Dance (1983)